# Міхал Гелік
Міхал Гелік (пол. Michał Helik, нар. 9 вересня 1995, Хожув) — польський футболіст, захисник англійського клубу «Барнслі» та національної збірної Польщі.

## Клубна кар'єра
Народився 9 вересня 1995 року в місті Хожув. Вихованець футбольної школи клубу «Рух» (Хожув). Дорослу футбольну кар'єру розпочав 2013 року в основній команді того ж клубу, в якій провів чотири сезони, взявши участь у 46 матчах чемпіонату.
Своєю грою за цю команду привернув увагу представників тренерського штабу клубу «Краковія», до складу якого приєднався 9 червня 2017 року, підписавши трирічний контракт. Відіграв за команду з Кракова наступні три сезони своєї ігрової кар'єри. Більшість часу, проведеного у складі «Краковії», був основним гравцем захисту команди і у сезоні 2019/20 виграв з командою Кубок Польщі.
9 вересня 2020 року Гелік перейшов в англійський «Барнслі», що виступав у Чемпіоншипі, підписавши трирічну угоду. У новій команді швидко став основним гравцем і за підсумками сезону 2020/21 був визнаний найкращим гравцем «Барнслі». Станом на 25 травня 2021 року відіграв за клуб з Барнслі 45 матчів в національному чемпіонаті.

## Виступи за збірну
25 березня 2021 року дебютував в офіційних матчах у складі національної збірної Польщі в грі відбору на чемпіонат світу 2021 року проти Угорщини (3:3).
У травні 2021 року потрапив до фінальної заявки збірної на чемпіонат Європи 2020 року.
| Дата      | Місто    | Господарі | Результат | Гості  | Турнір            | Голи | Примітки |
| --------- | -------- | --------- | --------- | ------ | ----------------- | ---- | -------- |
| 25-3-2021 | Будапешт | Угорщина  | 3 – 3     | Польща | Відбір до ЧС 2022 | -    | 34' 58'  |
| 31-3-2021 | Лондон   | Англія    | 2 – 1     | Польща | Відбір до ЧС 2022 | -    | 54'      |
| Усього    |          | Матчів    | 2         |        | Голів             | 0    |          |

## Титули і досягнення
- Володар Кубка Польщі (1):

«Краковія»: 2019/20